# Municipio de Union (condado de St. Joseph)
El municipio de Union (en inglés: Union Township) es un municipio ubicado en el condado de St. Joseph en el estado estadounidense de Indiana. En el año 2010 tenía una población de 3664 habitantes y una densidad poblacional de 32,8 personas por km².

## Geografía
El municipio de Union se encuentra ubicado en las coordenadas 41°31′3″N 86°15′36″O / 41.51750, -86.26000. Según la Oficina del Censo de los Estados Unidos, el municipio tiene una superficie total de 111.72 km², de la cual 111.18 km² corresponden a tierra firme y (0.48%) 0.54 km² es agua.

## Demografía
Según el censo de 2010, había 3664 personas residiendo en el municipio de Union. La densidad de población era de 32,8 hab./km². De los 3664 habitantes, el municipio de Union estaba compuesto por el 97.84% blancos, el 0.33% eran afroamericanos, el 0.19% eran amerindios, el 0.05% eran asiáticos, el 0.16% eran isleños del Pacífico, el 0.46% eran de otras razas y el 0.96% pertenecían a dos o más razas. Del total de la población el 1.83% eran hispanos o latinos de cualquier raza.